# Departamento de Madoua
Madoua es un departamento situado en la región de Tahoua, de Níger. En diciembre de 2012 presentaba una población censada de 545 538 habitantes. Está formado por las siguientes comunas o municipios, que se muestran asimismo con población de diciembre de 2012:
- Azarori 18,582
- Bangui 140,446
- Galma Koudawatché 57,255
- Madaoua 127,254
- Ourno 98,769
- Sabon-Guida 103,232[1]